# 1993 no desporto

## Agenda
- 23 de Setembro - O Comité Olímpico Internacional atribui a realização dos Jogos Olímpicos de 2000 a Sydney.

## Eventos

### Atletismo
- 28 de Março - A portuguesa Albertina Dias sagra-se campeã mundial de crosse nos 6350 metros de Amorebieta (Espanha).
- 13 de Agosto - São inaugurados, em Estugarda, Alemanha, os IV Campeonatos Mundiais de Atletismo, que decorrem até 22 de agosto.
- 15 de Agosto - Manuela Machado ganha a medalha de prata na maratona dos Mundiais de Atletismo, em Estugarda.
- 3 de Outubro - Conceição Ferreira conquista a medalha de ouro no 2.º Mundial de Meia-Maratona.

### Automobilismo
- 14 de Março - Alain Prost vence o GP da África do Sul na abertura do Mundial de Fórmula 1, Ayrton Senna chega em 2º e o inglês Mark Blundell vai ao pódio (3º lugar) pela primeira vez na carreira. A prova marca a estreia de Rubens Barrichello, Michael Andretti, Luca Badoer e da equipe Sauber.[1]
- 28 de Março - Ayrton Senna vence o GP do Brasil de Fórmula 1 pela segunda vez e assume a liderança no Mundial de Pilotos com o abandono de Alain Prost. Damon Hill termina em 2º lugar, seu primeiro pódio e também seus primeiros seis pontos na carreira.
- 11 de Abril - Ayrton Senna vence o GP da Europa, em Donington Park, Reino Unido, e mantém a liderança do campeonato.
- 13 de Abril - Nelson Piquet volta a pilotar um Fórmula Indy em Indianápolis. Quase um ano depois do grave acidente, o tricampeão retorna ao circuito oval onde sofreu o mais grave acidente de sua carreira.[2]
- 9 de Maio - Alain Prost vence o Grande Prêmio da Espanha e reassume a liderança do campeonato. Michael Andretti termina em 5º lugar e marca os primeiros 2 pontos na carreira.
- 23 de Maio - Ayrton Senna vence o GP de Mônaco e reassume a liderança. É a sexta e última vitória do piloto em Monte Carlo.[3]
- 30 de Maio - Emerson Fittipaldi vence as 500 Milhas de Indianápolis pela segunda e última vez.
- 13 de Junho - Alain Prost vence o GP do Canadá e com o abandono de Ayrton Senna, o francês da Williams reassume a liderança do Mundial de Fórmula 1.
- 15 de Junho - James Hunt falece em Londres, Inglaterra, de crise cardíaca. A notícia foi anunciada pela família do piloto. Hunt tinha 45 anos.[4]
- 4 de Julho - Alain Prost vence o GP da França.
- 11 de Julho - Alain Prost vence o GP da Grã-Bretanha.
- 25 de Julho - Alain Prost vence o GP da Alemanha. É a 51ª e última vitória do piloto francês na categoria.
- 15 de Agosto - Damon Hill vence o GP da Hungria, a primeira do piloto inglês na carreira. 24 anos depois, o Segundo Hill da geração volta a vencer na categoria.
- 29 de Agosto - Damon Hill triunfa no GP da Bélgica.
- 12 de Setembro - Damon Hill vence o GP da Itália, Michael Andretti termina em 3º lugar (seu único pódio na carreira) e Riccardo Patrese termina em 5º lugar marcando os últimos 2 pontos na carreira. Na última volta da prova e próximo da linha de chegada na briga pela 7ª posição, a Minardi de Christian Fittipaldi toca na traseira de Pierluigi Martini (companheiro de equipe de Christian) fazendo um looping completo e aterrisando de volta ao asfalto com apenas três rodas.[5] O piloto brasileiro saiu do cockpit assustado e nervoso pela atitude do seu colega. A prova marca a estreia do português Pedro Lamy na Fórmula 1.
- 17 de Setembro - Numa forma "amistosa", a McLaren e Michael Andretti decidem romper o compromisso que os unia até 1995. Andretti volta à Fórmula Indy em 1994 para correr na equipe Chip Ganassi. No GP de Portugal, a sua vaga será ocupada pelo finlandês Mika Hakkinen.[6]
- 19 de Setembro - Nigel Mansell vence o GP de Nazareth e torna-se campeão da Fórmula Indy com uma prova de antecedência.[7]
- 24 de Setembro - Alain Prost anuncia a retirada no final da temporada.
- 26 de Setembro - Michael Schumacher vence o GP Portugal e Alain Prost é tetracampeão mundial.[8]
- 11 de Outubro - Ayrton Senna é anunciado oficialmente como piloto da Williams para a temporada de 1994. O contrato do piloto vale por dois anos.[9]
- 15 de Outubro - A Minardi informa que Christian Fittipaldi vai ser substituído nas corridas do Japão e da Austrália pelo francês Jean-Marc Gounon. O substituto vai pagar para correr - algo em torno de US$300 mil pelas duas provas.[10]
- 24 de Outubro - Ayrton Senna vence o GP do Japão, Mika Hakkinen é 3º colocado, seu primeiro pódio na carreira, Rubens Barrichello chega em 5º e marca os primeiros 2 pontos e o mesmo para o estreante e "atrevido" norte-irlandês Eddie Irvine com 1 ponto chegando em 6º lugar também na carreira. A equipe Jordan marca os primeiros 3 pontos na temporada.[11][12]
- 7 de Novembro - Ayrton Senna vence o GP da Austrália, sua 41ª e última vitória na Fórmula 1. Alain Prost e Ricardo Patrese realizaram a última prova na carreira.[13]

### Basquetebol
- Nas Finais da NBA o Chicago Bulls vence o Phoenix Suns por 4 x 2
- A Universidade da Carolina do Norte é campeã da NCAA Basketball

### Beisebol
- Toronto Blue Jays vence a MLB, no World Series, após vencer o Philladelphia Phillies por 4 x 2

### Ciclismo
- 25 de Julho - Miguel Indurain vence a Volta a França em Bicicleta.
- 31 de Julho - A IMPORBOR/FEIRENSE vence o Prólogo da Volta a Portugal, disputado em Loulé.
- 1 de Agosto - Jan Koerts, da Festina, vence a 1.ª etapa da Volta a Portugal, disputada entre Loulé e Tavira.
- 2 de Agosto - 2.ª etapa da Volta a Portugal, entre Alcoutim e Évora. Vitória de Paulo Pinto, da W52/FELGUEIRAS.
- 3 de Agosto - 3.ª etapa da Volta a Portugal, entre Évora e Portalegre. Vitória de Thomas Wegmuller, da Festina.
- 4 de Agosto - 4.ª etapa da Volta a Portugal, entre Portalegre e Castelo Branco, ganha por Pedro Silva, da Sicasal.
- 5 de Agosto - 5.ª etapa da Volta a Portugal, entre Castelo Branco e Gouveia. Vitória de Luis Espinosa, da Artiach.
- 6 de Agosto - 6.ª etapa da Volta Portugal, entre Gouveia e Tondela, ganha por Antonio Miguel Diaz, da Kelme.
- 7 de Agosto - 7.ª etapa da Volta a Portugal, entre Tondela e o Marco de Canaveses. Vitória de Américo Silva, da Artiach.
- 8 de Agosto - 8.ª etapa da Volta a Portugal, um contra-relógio individual no Marco de Canaveses, ganha por Joaquim Gomes, do Boavista.
- 9 de Agosto - 9.ª etapa da Volta a Portugal, entre Marco de Canaveses e o Alto de Santa Helena, em Tarouca, ganha por Joaquim Gomes, do Boavista.
- 10 de Agosto - 10.ª etapa da Volta a Portugal, entre Tarouca e Macedo de Cavaleiros. Vitória de Jorge Henriques, da W52/FELGUEIRAS.
- 11 de Agosto - 11.ª etapa da Volta a Portugal, um contra-relógio individual entre Macedo de Cavaleiros e Mirandela, ganha por Vítor Gamito da Sicasal.
- 12 de Agosto - 12.ª etapa da Volta a Portugal, entre Mirandela e a Senhora da Graça, em Mondim de Basto. Vitória de Quintino Rodrigues, do Feirense.
- 13 de Agosto - 13.ª etapa da Volta a Portugal, entre Mondim de Basto e Vagos. Vitória de Pedro Silva, da Sicasal.
- 14 de Agosto - 14.ª etapa da Volta a Portugal, entre Vagos e a Lourinhã, ganha por Fernando Carvalho, do Feirense.
- 15 de Agosto - Última etapa da Volta a Portugal, disputada entre a Lourinhã e Lisboa. Vitória de Pedro Silva, da Sicasal, na etapa. Joaquim Gomes, do Boavista, conquista pela segunda vez a Volta a Portugal em Bicicleta.

### Futebol
- Janeiro:
  - 25 de Janeiro:
    - O São Paulo conquista pela primeira vez a Copa São Paulo de Futebol Júnior.
- Março:
  - 20 de Março:
    - O Brasil conquista seu 3º título no Campeonato Mundial de Futebol Sub-20.

  - 24 de Março:
    - Roberto Dinamite encerra sua carreira.
- Maio:
  - 19 de Maio:
    - A Juventus conquista seu 3º título na Copa da UEFA.

  - 26 de Maio:
    - O São Paulo conquista seu 2º título na Copa Libertadores da América.
    - O Olympique de Marseille conquista pela primeira vez a Liga dos Campeões da UEFA.
- Junho:
  - 2 de Junho:
    - O Botafogo conquista pela primeira vez a Copa Conmebol.

  - 3 de Junho:
    - O Cruzeiro conquista pela primeira vez a Copa do Brasil.

  - 12 de Junho:
    - O Palmeiras conquista seu 19º título no Campeonato Paulista.
- Agosto:
  - 13 de Agosto:
    - A FIFA divulga pela primeira vez o Ranking Mundial da FIFA, a primeira seleção que liderou esse ranking foi a Alemanha.
- Setembro:
  - 29 de Setembro:
    - O São Paulo conquista pela primeira vez a Recopa Sul-Americana.
- Novembro:
  - 24 de Novembro:
    - O São Paulo conquista pela primeira vez a Supercopa Libertadores.
- Dezembro:
  - 12 de Dezembro:
    - O São Paulo se sagra Bicampeão Mundial Interclubes, ao derrotar o Milan da Itália por 3x2 em Tóquio, Japão.

  - 19 de Dezembro:
    - O Palmeiras conquista seu 7º título no Campeonato Brasileiro.
- Paulo Futre no Sport Lisboa e Benfica por 800 mil contos.
- 24 de Abril - O Portimonense sobe a 2.ª Divisão de Honra, actual 2.ª Liga portuguesa. Sporting da Covilhã, União de Coimbra e Odivelas sobem a 2.ª Divisão-B.
- 2 de Maio - Juventude de Ronfe e Lourinhanense sobem a 2.ª Divisão-B.
- 9 de Maio - A equipa algarvia do Salir sobe a 2.ª Divisão-B.
- 12 de Maio - Os italianos do Parma conquistam a Taça das Taças da UEFA.
- 16 de Maio - O Desportivo de Chaves é despromovido a 2.ª Divisão de Honra.
- 30 de Maio - A uma jornada do fim do Campeonato, o Futebol Clube de Porto sagra-se campeão nacional de futebol.
- 6 de Junho - Última jornada do Campeonato português de futebol da 1.ª Divisão com o Futebol Clube do Porto campeão nacional. Tirsense, Sporting de Espinho e Desportivo de Chaves descem a 2.ª Divisão de Honra. O Estrela da Amadora, campeão nacional da 2.ª Divisão de Honra, União da Madeira e Vitória de Setúbal sobem ao principal campeonato português.
- 10 de Junho - O Sport Lisboa e Benfica conquista a Taça de Portugal em futebol, ao bater na Final o Boavista por 5-2.
- 1 de Julho - Verão quente no futebol português… Pacheco e Paulo Sousa desvinculam-se do Sport Lisboa e Benfica e assinam pelo Sporting Clube de Portugal.
- 4 de Julho - O Odivelas sagra-se campeão nacional da 3.ª Divisão.
- 20 de Junho - O Leça sagra-se campeão nacional de futebol da 2.ª Divisão-B.
- 6 de Setembro - O Marselha é impedido de participar na edição de 1993/94 da Liga dos Campeões da UEFA.
- 27 de Setembro - O Marselha é afastado pela FIFA e pela UEFA das superfinais europeia e intercontinental.
- 17 de Novembro - Portugal, França e Inglaterra acabam afastados do Mundial de Futebol 1994.
- 9 de Dezembro - O Ariquemes é campeão rondoniense.
- O Vélez Sarsfield vence o Torneio Clausura da Argentina.

### Futebol Americano
- 21 de Janeiro - Dallas Cowboys é Campeão da NFL, pelo Super Bowl XXVII, contra o Buffalo Bills por 52 x 17
- Youngstown State University é a campeã da NCAA Football

### Hóquei em patins
- 9 de Outubro - Portugal conquista o título mundial de Hóquei em Patins.

### Hóquei no gelo
- Montreal Canadiens vence a NHL, após vencer o Copa Stanley, contra o Los Angeles Kings

### Ténis
- 30 de Janeiro - Monica Seles vence o Open da Austrália em Ténis.
- 31 de Janeiro - Jim Courier vence o Open da Austrália em Ténis

## Nascimentos
| Data            | Nome                 | Profissão                  | Nacionalidade          | Observações | Ref |
| --------------- | -------------------- | -------------------------- | ---------------------- | ----------- | --- |
| 7 de janeiro    | Jan Oblak            | futebolista                | Eslovênia              |             |     |
| 9 de Janeiro    | Maicon de Andrade    | taekwondista               | Brasil                 |             |     |
| 19 de janeiro   | Ali Assadalla        | futebolista                | Catar                  |             |     |
| 22 de Janeiro   | Rio Haryanto         | automobilista              | Indonésia              |             |     |
| 24 de Janeiro   | Kesley Teodoro       | atleta paralímpico         | Brasil                 |             |     |
| 31 de janeiro   | Ahmed Alaaeldin      | futebolista                | Catar                  |             |     |
| 2 de fevereiro  | Devis Epassy         | futebolista                | França                 |             |     |
| 9 de fevereiro  | Wataru Endo          | futebolista                | Japão                  |             |     |
| 9 de fevereiro  | Niclas Füllkrug      | futebolista                | Alemanha               |             |     |
| 16 de Fevereiro | Gonzalo Bueno        | futebolista                | Uruguai                |             |     |
| 17 de Fevereiro | Marc Márquez         | motociclista               | Espanha                |             |     |
| 1 de Março      | Jordan Veretout      | futebolista                | França                 |             |     |
| 2 de Março      | Joel Álvarez         | artes marciais mistas      | Espanha                |             |     |
| 5 de Março      | Rafael Fiziev        | artes marciais mistas      | Azerbaijão Cazaquistão |             |     |
| 5 de Março      | Silvan Widmer        | futebolista                | Suíça                  |             |     |
| 8 de Março      | Djenyfer Arnold      | atleta                     | Brasil                 |             |     |
| 11 de Março     | Anthony Davis        | basquetebolista            | Estados Unidos         |             |     |
| 14 de Março     | Tayana Medeiros      | halterofilista paralímpica | Brasil                 |             |     |
| 15 de Março     | Paul Pogba           | futebolista                | França                 |             |     |
| 16 de Março     | Andreas Cornelius    | futebolista                | Dinamarca              |             |     |
| 23 de Março     | Sergio Rochet        | futebolista                | Uruguai                |             |     |
| 29 de Março     | Thorgan Hazard       | futebolista                | Bélgica                |             |     |
| 5 de Abril      | Andreas Bouchalakis  | futebolista                | Grécia                 |             |     |
| 12 de abril     | Pepe Gonçalves       | canoísta                   | Brasil                 |             |     |
| 13 de abril     | Letícia Bufoni       | skatista                   | Brasil                 |             |     |
| 16 de abril     | Mirai Nagasu         | patinadora artística       | Estados Unidos         |             |     |
| 23 de Abril     | Daniele Torres Souza | Para-Badmínton             | Brasil                 |             |     |
| 24 de Abril     | Ben Davies           | futebolista                | País de Gales          |             |     |
| 25 de Abril     | Raphaël Varane       | futebolista                | França                 |             |     |
| 26 de Abril     | Amir Abedzadeh       | futebolista                | Irão                   |             |     |
| 29 de abril     | Justin Thomas        | jogador de golfe           | Estados Unidos         |             |     |
| 13 de maio      | Romelu Lukaku        | futebolista                | Bélgica                |             |     |
| 3 de Junho      | Daniel Jørgensen     | atleta paralímpico         | Dinamarca              |             |     |
| 13 de Junho     | Denis Ten            | patinador artístico        | Cazaquistão            |             |     |
| 16 de Junho     | Alex Len             | basquetebolista            | Ucrânia                |             |     |
| 20 de Junho     | Sead Kolašinac       | futebolista                | Alemanha               |             |     |
| 23 de Junho     | Michelle Jenneke     | atleta                     | Austrália              |             |     |
| 24 de junho     | Rouzbeh Cheshmi      | futebolista                | Irão                   |             |     |
| 28 de junho     | Anastasios Bakasetas | futebolista                | Grécia                 |             |     |
| 29 de junho     | Pedro Sakamoto       | tenista                    | Brasil                 |             |     |
| 1 de Julho      | Flávia de Lima       | atleta                     | Brasil                 |             |     |
| 11 de Julho     | Rebecca Bross        | ginasta                    | Estados Unidos         |             |     |
| 15 de Julho     | Soren Dahl           | nadador                    | Dinamarca              |             |     |
| 20 de Julho     | Steven Adams         | basquetebolista            | Nova Zelândia          |             |     |
| 26 de Julho     | Bruno Lobo           | velejador                  | Brasil                 |             |     |
| 28 de Julho     | Harry Kane           | futebolista                | Inglaterra             |             |     |
| 29 de Julho     | Viviane Lyra         | Atleta                     | Brasil                 |             |     |
| 11 de agosto    | Alireza Jahanbakhsh  | futebolista                | Irão                   |             |     |
| 13 de Agosto    | Artur Gachinski      | patinador artístico        | Rússia                 |             |     |
| 15 de Agosto    | Diana Chelaru        | ginasta                    | Roménia                |             |     |
| 17 de agosto    | Sarah Sjöström       | nadadora                   | Suécia                 |             |     |
| 17 de agosto    | Ederson              | futebolista                | Brasil                 |             |     |
| 21 de Agosto    | Leomon Moreno        | goalball                   | Brasil                 |             |     |
| 26 de agosto    | Marko Livaja         | futebolista                | Croácia                |             |     |
| 4 de Setembro   | Almir dos Santos     | Atleta                     | Brasil                 |             |     |
| 10 de Setembro  | Sam Kerr             | futebolista                | Austrália              |             |     |
| 15 de Setembro  | Carson Pickett       | futebolista                | Estados Unidos         |             |     |
| 17 de Setembro  | Sofiane Boufal       | futebolista                | Marrocos França        |             |     |
| 18 de Setembro  | Arthur Nory          | ginasta                    | Brasil                 |             |     |
| 20 de Setembro  | Marvin Vettori       | artes marciais mistas      | Itália                 |             |     |
| 29 de Setembro  | Milad Mohammadi      | futebolista                | Irão                   |             |     |
| 2 de outubro    | Michy Batshuayi      | futebolista                | Bélgica                |             |     |
| 13 de outubro   | Ryomei Tanaka        | boxeador                   | Japão                  |             |     |
| 1 de Novembro   | Saleh Al-Shehri      | futebolista                | Arábia Saudita         |             |     |
| 14 de Novembro  | Antonio Giovinazzi   | automobilista              | Itália                 |             |     |
| 15 de Novembro  | Melitina Staniouta   | ginasta                    | Bielorrússia           |             |     |
| 15 de Novembro  | Paulo Dybala         | futebolista                | Argentina              |             |     |
| 19 de Novembro  | Johanne Defay        | surfista                   | França                 |             |     |
| 24 de Novembro  | Fridolina Rolfö      | futebolista                | Suécia                 |             |     |
| 2 de Dezembro   | Priscilla Carnaval   | ciclista                   | Brasil                 |             |     |
| 7 de Dezembro   | Brandon Moreno       | artes marciais mistas      | México                 |             |     |
| 16 de Dezembro  | Thiago Braz          | atleta                     | Brasil                 |             |     |
| 18 de Dezembro  | Ana Porgras          | ginasta                    | Roménia                |             |     |
| 20 de Dezembro  | Mohammed Muntari     | Futebolista                | Catar                  |             |     |
| 22 de Dezembro  | Gabriel Medina       | surfista                   | Brasil                 |             |     |
| 25 de Dezembro  | Andrea Drews         | voleibolista               | Estados Unidos         |             |     |

## Mortes
| Data           | Nome            | Profissão               | Nacionalidade  | Observações | Ref |
| -------------- | --------------- | ----------------------- | -------------- | ----------- | --- |
| 27 de Janeiro  | André the Giant | wrestler                | França         | n. 1946     |     |
| 6 de Fevereiro | Arthur Ashe     | tenista                 | Estados Unidos | n. 1943     |     |
| 30 de Março    | Andrée Brunet   | patinadora artística    | França         | n. 1901     |     |
| 15 de Junho    | James Hunt      | piloto de automobilismo | Reino Unido    | n. 1947     |     |
| 23 de Julho    | Megan Taylor    | patinadora artística    | Reino Unido    | n. 1920     |     |
| 29 de outubro  | Roger Turner    | patinador artístico     | Estados Unidos | n. 1901     |     |